# League of Legends
League of Legends (укр. Ліга Легенд, вживається скорочення LoL) — відеогра жанру MOBA (багатокористувацька онлайн бойова арена), створена командою розробників Riot Games для Microsoft Windows та Macintosh. Гра була вперше анонсована 7 жовтня 2008 року під назвою «League of Legends: Clash of Fates» (укр. Ліга Легенд: Сутичка доль). З 10 квітня 2009 р. до 26 жовтня 2009 р. гра перебувала в стадії закритого бета-тесту, а з 27 жовтня 2009 року була запущена і відкрита для загального доступу.
У жовтні 2012 року Riot Games у своєму прес-релізі оголосила, що League of Legends стала найпопулярнішою відеогрою в світі: у ній було зареєстровано 70 мільйонів гравців, з яких 32 мільйони були активними впродовж місяця, а 12 мільйонів — щоденно. Середній постійний онлайн гри становив 3 мільйони гравців. В вересні 2016 року Riot Games заявили про понад 100 мільйонів активних гравців щомісяця.
Існує кілька офіційних серверів гри, які розподілені за територіальним принципом та відкритий сервер для тестування майбутніх оновлень. Приватних («піратських») серверів League of Legends немає. Глобально ігровий час поділений на сезони, які тривають близько року. По закінченні кожного сезону відбувається оновлення рейтингів гравців та проводиться світовий чемпіонат серед найкращих професійних команд світу, які відбираються впродовж сезону. Перший світовий чемпіонат — Riot Season 1 Championship відбувся в червні 2011 року. Чемпіонат світу 2015 року Worlds 2015 одночасно переглядали 4.2 мільйона глядачів, а чемпіонат 2018 Mid-Season Invitational одночасно переглядало вже 19.8 мільйонів глядачів.

## Ігровий процес

### Основи

Ігровий інтерфейс станом на 2014 рік.

League of Legends — онлайн відеогра гра жанру MOBA — динамічна змагальна командна гра, що поєднує у собі елементи рольової відеогри і стратегії в реальному часі. Дві команди персонажів гри — чемпіонів, кожен з яких має унікальний вигляд та здібності, б'ються одна проти одної в різних ігрових режимах та на різних мапах(залежно від режиму). Подібно до ігрових видів спорту, гра в League of Legends відбувається у вигляді окремих партій (сесій). Щоб зіграти гру у певному режимі, необхідно подати заявку і дочекатись автоматичного підбору гравців для наступної партії. Підбір здійснюється з врахуванням рейтингу гравця у відповідному режимі.
Через велику кількість чемпіонів, можливості вибору в процесі гри і оскільки більшість матчів проводяться між людьми, кожна партія стає унікальною, і тому має велику ре-грабельність. Навіть партії,де обидві команди використовують у грі ідентичні набори чемпіонів, стають ункіальними через відкритість геймплею,варіативність ігрових артефактів та їх комбінацій. У грі такого типу запорукою перемоги окрім власних здібностей виступає командна гра (англ. teamplay) вибір правильних чемпіонів і тактики на гру...
З гравців (відповідно до термінології гри — прикликачів, англ. summoners) формуються дві команди. За винятком деяких режимів, перед початком гри гравець сам обирає свого чемпіона (єдиного керованого ним персонажа) на наступну партію, та може робити додаткові підлаштування під гру: обрати дві додаткові навички — навички прикликача (англ. summoner's spells), обрати набори додаткових ігрових бонусів для чемпіона — руни (англ. runes) та образ чемпіона,що змінює виключно візуальну складову геймплею. Кожна гра починається «з чистого аркуша», тобто усі гравці мають однаковий найменший початковий рівень, стартову кількість «золота» і перебувають на своїй базі.
Мета будь-якого режиму — знищити ворожий нексус (англ. nexus) — кристал, що знаходиться на базі команди. В цьому гравцям допомагають міньйони (англ. minions, деколи кріпи) — NPC, що періодично групами виходять зі свого нексусу і допомагають атакувати команду противника та його будівлі, рухаючись у напрямку ворожого нексуса. Під час гри гравці можуть заробляти досвід (англ. experience), який підвищує рівень чемпіона та відкриває цим самим можливість вдосконалювати його навички, та «золото» (англ. gold), яке можна витратити на купівлю предметів, що покращують характеристики героя. Окрім чемпіонів команди суперника, перешкодою в більшості режимів виступають також вежі (англ. turret) — будівлі, розташовані на шляху до бази кожної з команд, які атакують ворогів, і які необхідно руйнувати, просуваючись по котромусь із шляхів до нексуса. Кожен прикликач має змогу контролювати лише свого одного чемпіона (за деякими винятками унікальних здібностей), але залежно від набору навичок героя може певним чином взаємодіяти з персонажами інших гравців (лікувати, пришвидшувати, покращувати характеристики тощо). Однією з важливих цілей та складових гри є вбивства ворожих чемпіонів. Якщо чемпіон гине, за якийсь час він оживає на своїй стартовій базі. Гравець не може керувати міньйонами, як у RTS, неможливо і покращувати будівлі на базі команди. Карта зазвичай покрита «туманом війни» (англ. «Fog of war»), який не дозволяє бачити що відбувається на карті, розвіюючись навколо союзних чемпіонів, будівель і вардів (англ. Ward) — предмента, що розвіює туман війни в певному радіусі навколо себе. Також на карті є ділянки з кущами — чемпіона, що перебуває в кущах не бачать ворожі чемпіони, якщо вони самі не знаходяться в тому ж кущі, або там немає ворожого варда. Керування переміщенням чемпіона у грі за замовчуванням здійснюється мишкою, а використання навичок і предметів — клавішами клавіатури.

### Режими і карти
У League of Legends доступні три різні карти з набором різних режимів гри. Деякі з режимів стають доступними лише при дотриманні певних умов: рівня або кількості придбаних чемпіонів.

#### Прірва прикликачів (англ.Summoners Rift)[23]

Елементи Прірви прикликачів

Найпопулярнішою і найстаршою картою для ігор формату «5 на 5» (п'ять гравців в кожній команді) є карта під назвою Прірва прикликачів. Ця мапа має форму квадрата, у двох протилежних вершинах якого знаходяться бази команд (у лівій нижній — синьої, у правій верхній — червоної). Бази сполучені трьома шляхами — лініями (англ. lanes, назви яких відповідають їх розташуванню: верх (англ. top) проходить вздовж лівого та верхнього краю мапи, низ (англ. bot) проходить по нижньому та правому краю мапи, середина (англ. mid) — проходить напряму по діагоналі. Також вздовж іншої діагоналі карти проходить річка, яка перетинає всі шляхи, а між лініями знаходиться ліс (джунглі) (англ. jungle), із додатковими шляхами у ньому.
Вздовж кожної з ліній розташовано 6 веж — по три у кожної команди на своїй половині лінії. Крім цього, на базі кожної з команд знаходяться три інгібітори (англ. inhibitor) — споруди, для знищення кожної з яких супернику необхідно зруйнувати всі вежі команди на відповідній лінії. При знищенні інгібітора команди, до міньйонів її суперника, які періодично групами йдуть по цій лінії, додаються посилені суперміньйони (англ. super minions). Слід зазначити, що навіть зруйновані інгібітори відновлюються через певний час, тоді як вежі — ні. Після відновлення інгібітора, нові суперміньйони перестають вироблятись. Ще дві вежі розташовані перед самим нексусом. Зруйнувати нексус і, відповідно, здобути перемогу, можна лише після зруйнування обох цих веж, які, в свою чергу можна атакувати лише коли щонайменше один з інгібіторів перебуває у знищеному стані.
У лісі знаходяться лісові нейтральні монстри, які не атакують першими, але вбивство яких приносить золото і досвід, а деяких з них — ще й тимчасову прибавку до параметрів (англ. buff)(залежно від типу істоти) Також у різних частинах річки знаходяться місця для унікальних монстри-боси: Драконів (англ. Dragon), яких існує п'ять типів (повітряний, водяний, земляний, вогняний і старший), вбивство якого надає бонус в залежності від виду дракона., Герольд Прірви (англ. Rift Herald), який в приєднується до команди яка його перемогла(ефективний інструмент для знищення ворожих веж , а після 20-ї хвилини гри з'являється Барон Нашор (англ. Baron Nashor), вбивство якого дає потужний тимчасовий баф для усіх членів команди(посилення всіх типів шкоди,якої завдають чемпіони,посилення міньйонів). Нейтральні монстри, Дракони і Барон з'являються через деякий час після вбивства на відміну від Герольда, який з'являється лише раз(на 10-тій хвилині гри), та зникає, якщо його не було вбито,на 20-тій. Довгий час в грі існували лише Барон і один тип дракона, герольд був введений в патчі 5.22 (11 листопада 2015 року), а різноманіття драконів в патчі 6.9 (4 травня 2016). Загалом багато патчів приносять зміни до гейплею стосовно лісу[прояснити].
Ігри у форматі «5 на 5» можна грати у наступних режимах:
- Кооператив проти штучного інтелекту (англ. Co-op vs. AI 5v5 Summoner's Rift) — п'ятеро гравців, змагаються з контрольованими комп'ютером чемпіонами.
- Сліпий вибір (нормальний) (англ. Normal 5v5 Summoner's Rift (Blind Pick)) — по знаходженні гри, гравці одночасно обирають собі бажаних чемпіонів, не знаючи вибору суперника до початку гри. Режим дає змогу грати в одній команді із заздалегідь обраними друзями.
- Порядковий вибір (нормальний) (англ. Normal 5v5 Summoner's Rift (Draft)) — по знаходженні гри, кожен гравець може заблокувати (англ. ban) небажаного чемпіона, після чого гравці почергово обирають собі чемпіонів з тих що залишились. У даному форматі гравці бачать бани та вибір суперників, що дозволяє передбачити їх стратегію, та обрати чемпіонів, які вдаліше протистоятимуть команді ворогів. Можливо грати в одній команді із заздалегідь обраними друзями.
- Порядковий вибір соло/дуо (ранговий) (англ. Ranked Solo/Duo 5v5 Summoner's Rift) — режим аналогічний порядковому вибору (нормальному), але тут в залежності від результатів ігор гравці отримують та змінюють свій рейтинг. Для участі у цьому режимі гравець має досягти 30 рівня прикликача та володіти щонайменше 20-ма чемпіонами. Також у цьому режимі можливо брати участь в парі з одним другом, але не більшою командою.
- Порядковий вибір гнучкий (ранговий)(англ. Ranked Flex queues for 5v5 Summoner's Rift) — режим почергового вибору із рейтинговим принципом, в якому можуть брати участь як і окремі гравці, так і команди з двох, трьох чи п'яти гравці. Команди з чотирьох гравців заборонені.

#### Звивиста пуща (англ.Twisted Treeline)[32]

Вигляд зверху на основні ігрові мапи

Ігри у класичному режимі «3 на 3» граються на мапі Звивиста пуща. Спершу вона була додана у гру одразу після бета-тестування як така, що доступна лише у тренувальному режимі. За півроку Звивиста пуща стала доступною і для нормальних ігор, а наприкінці 2012 року була перероблена.
Звивиста пуща приблизно вдвічі менша за Прірву прикликачів і являє собою дві бази, кожна з яких має по два виходи, які прямо з'єднані двома лініями (верхньою і нижньою) із протилежними виходами бази суперника. На лінії розташовано по одній вежі кожної з команд, ще по одній вежі є біля виходу з бази, за кожною з яких розташований інгібітор команди. Між інгібіторами розташована одна остання вежа, яка захищає нексус. Тут діють ті ж правила, що і на Прірві Прикликачів: інгібітор можливо зруйнувати, знищивши перед ним усі вежі на лінії; після знищення інгібітора суперника команда отримує на цій лінії додаткових суперміньйонів; з часом інгібітор відновлюється. Метою так само є знищення ворожого нексуса.
Особливістю режиму є те, що чемпіони починають гру, маючи майже вдвічі більшу кількість золота і частково інші предмети, ніж у Прірві прикликачів, а в лісі, який розташовується між лініями, окрім звичних лісових монстрів та ходів розміщуються два вівтарі, рівновіддалені від баз. Команда може захопити вівтар суперника, простоявши на ньому певний час. Кожен із захоплених та утримуваних вівтарів дає команді додаткові переваги. На мапі є епічний монстр-бос — Вілемо́ (англ. Vilemaw), який знаходиться у схованці над верхньою лінією, і дає тимчасовий бонус команді, що його вбила.
Ігри у форматі «3 на 3» можна грати у наступних режимах:
- Кооператив проти штучного інтелекту (англ. Co-op vs. AI 3v3 Twisted Treeline) — троє гравців, змагаються з контрольованими комп'ютером чемпіонами.
- Звичайний режим (англ. Normal 3v3 Twisted Treeline) — по знаходженні гри гравці одночасно обирають собі бажаних чемпіонів, не бачачи вибору суперника до початку гри. Режим дає змогу грати в одній команді із заздалегідь обраними друзями.
- Рангова гра (гнучкий вибір) (англ. Ranked Flex 3v3 Twisted Treeline) — режим порядкового вибору та з рейтинговим принципом, в якому можуть брати участь як і окремі гравці, так і команди.
- На даний момент режим гри та карта неактивні, востаннє у відкритому доступі вони були доступні 19 листопада 2019 року.

#### Виюча безодня (англ.Howling Abyss)[37]
Виюча безодня має вигляд прямого мосту і являє собою одну класичну ігрову лінію. Кожна команда має дві вежі, що захищають нексус, інгібітор та дві вежі вздовж лінії. Інших шляхів, лісу та епічних монстрів немає, проте вздовж лінії розташовані «аптечки», які періодично відновлюються після використання. ARAM був доданий у гру 30 квітня 2013 року під час ігрового івенту про сюжетну лінію Фрельйорду (патч 3.6).
На даній карті проводяться ігри в режимі ARAM (All Random All Mid (укр. всі випадково, всі по центру)) — режим, що виокремився з розважального формату гри, який раніше проводився у Прірві прикликачів через створення власних ігор. Мета режиму така сама, як і в звичному «5 на 5» — зруйнувати нексус суперника, у чому так само допомагають міньйони. Особливістю є те, що перед початком гри кожен з десяти гравців (ігри проходять 5 на 5) обирає чемпіона не сам, а отримує його випадково серед наявних у нього. Також гра починається з більшою кількістю стартового золота у чемпіонів і третім їх рівнем. На мапі також пришвидшено відновлюється здоров'я і мана (магічний ресурс, який витрачається для використання навичок; у деяких чемпіонів відсутній, або наявний у вигляді енергії), золото, дещо змінені набори предметів тощо. На відміну від інших режимів, гравець не може використати здатність телепортації на стартову платформу, крім того, перебування на ній не пришвидшує відновлення показників здоров'я, як у інших режимах, а купувати предмети можливо лише після смерті свого чемпіона.
Окрім режиму ARAM, на карті Виюча безодня проводиться перший вступ в гру для нових гравців (англ. Tutorial), під час якого демонструють основи механіки гри, гравець не може програти, а гра йде за прописаним сценарієм. також під час офіційних кіберспортивних змагань, цю карту використовують для матчів «1 vs 1».

#### Рейтингові ігри
Рейтинг гравців/команд відображається за принципом дивізіонів: існує 6 дивізіонів (залізний, бронзовий, срібний, золотий, платиновий, діамантовий), у кожному з яких знаходиться по 4 «рівні» (від IV до I), та три найвищі дивізіони без поділу на рівні: майстрів, гросмейстерів та претендентів:
| IV | III | II | I | IV | III | II | I | IV | III | II | I | IV | III | II | I | IV | III | II | I | IV | III | II | I |

Щоб піднятись у рівні, гравець має заробити на ньому 100 очок та виграти певну кількість ігор для підвищення (наприклад, з «срібла IV» у «срібло III»). Заробивши 100 очок та вигравши ігри на підвищення, знаходячись на першому рівні дивізіону, гравець переміщується до п'ятого рівня вищого дивізіону (наприклад, з «золота I» у «платину V»). Так само можливо понижуватись у дивізіонах/рівнях при втраті очок. За дещо іншою системою здійснюється перехід між дивізіонами майстрів та претендентів: кожну добу певна кількість найкращих за кількістю набраних очок «майстрів» підвищується, замінюючи «претендентів», які мають найгірші результати у своєму дивізіоні. По закінченні сезону гравці, які досягли певного рейтингу (зазвичай, золотого), отримують ігрові нагороди, а всі набрані рейтинги оновлюються шляхом часткового чи повного скидання.
До введення з початку третього сезону дивізіонно-рангової системи, рейтинги у League of Legends вираховувались і відображались за системою Ело.
У третьому сезоні було неможливо понизитись у дивізіоні або рівні через негативні результати, лише через неактивність (28 днів і більше). Це призвело до втрати мотивації гравців до серйозної гри після досягнення певних результатів, внаслідок чого із початку четвертого сезону було впроваджене і пониження у рівнях/дивізіонах..
За офіційною статистикою лише 24% гравців хоча б раз досягали рангу Золото IV, 11% досягали рангу Платина IV,і всього 3% досягали рангу Діамант IV.

#### Custom
Custom (укр. власна гра) — розділ, який містить інструмент для створення власних ігор з нестандартними властивостями: розміром команд, мапою, порядком обрання чемпіонів. Зазвичай використовується для створення ігор проти конкретних гравців-суперників, оскільки через автоматизовану систему пошуку ігор у інших режимах можливо обирати лише гравців для своєї команди. Також категорія містить інструмент для приєднання до офіційних турнірів через ключ доступу. До створених чужих власних ігор можливо приєднуватись за запрошенням або вручну, обравши їх зі списку наявних.
Practice Tool(укр. Знаряддя для практики) — режим що дозволяє гравцеві попрактикуватись в ігровій механіці. Гравець може додавати собі золото і рівні, зменшувати час перезарядки вмінь і загалом керувати ігровим процесом. Режим був введений 14 лютого 2016 року. Ефективно використовується як професійними гравцями для розминки перед турнірними іграми, так і звичайними прикликачами

#### Інші режими
В League of Legends окрім основних режимів були введені розважальні режими зв'язані з певною подією (з першим квітнем, Різдвом тощо). Спочатку припускалось що вони будуть з'являтися в грі лише раз, але в 2014 було повідомлено, що вони будуть повернутатися на короткі періоди змінюючи один одного.
- Definitely Not Dominion (укр. Точно не Домініон) — ігровий режим в якому необхідно захоплювати і утримувати контрольні точки, грається на мапі Кристалічний кар'єр (англ. Crystal Scar). Вперше гравці мали змогу спробувати цей режим на GamesCom у Європі (17-21 серпня 2011 р.) та PAX Prime у Північній Америці (26-28 серпня 2011 р.). З 26 вересня 2011 до 22 лютого 2016 режим був доступний постійно під назвою Dominion.[46]. Мапа Кристалічного кар'єру має круглу форму, по його периметру проходить головна лінія, на якій рівновіддалено знаходяться п'ять ключових точок.
- Ascension (укр. Піднесення) — ігровий режим на модифікованій мапі Кристалічний кар'єр, в якому необхідно заробляти очки виконуючи спеціальні місії. Був приурочений до події в всесвіті гри, вперше з'явившись 10 вересня 2016 року.
- URF — Ultra Rapid Fire (укр. Надшвидкий вогонь) — був тимчасово доданий до Дня сміху 2014 року (з 1 по 13 квітня) для ігор у форматі нормального режиму «5 на 5» та гри проти штучного інтелекту в Прірві прикликачів[47]. Спершу жартома був анонсований як «майбутнє Ліги Легенд»[48]. Відрізнявся від звичної гри значно коротшим часом відновлення навичок, необмеженою маною для чемпіонів, вищою швидкістю руху, підвищеним коефіцієнтом отримуваного золота та деякими іншими змінами[49]. Як результат — ігри у цій модифікації виходили швидкі та веселі. Варто зазначити, що незабаром деякі чемпіони були відключені для цього режиму через їх надмірну силу із заданими умовами[50].
- Hexakill (укр. Шестивбивство, Гексакіл) — абсолютно ідентичний стандартному режиму Звивистої пущі, з тією різницею, що кожна з команд складалася з 6 гравців, а не з 3. Назва відповідає максимально можливій кількості вбивств одним гравцем у безперервній сутичці (в класичному режимі — це пентакіл)[51]. До жовтня 2014 року проводився на карті Прірва прикликачів.
- Doom Bots of Doom (укр. Приреченість смертоносними ботами) — режим кооперативу проти штучного інтелекту, особливість полягає у «мутації» чемпіонів-ботів, що дає їм посилені вміння: збільшення зони дії здібностей (наприклад, втричі більший Тібберс чемпіона Енні) та їх кількості (наприклад, 12 променів ультимативного вміння Люкс замість одного), отримання додаткових вміння (наприклад, пасивна здібність Пантеона у Моргани) від інших чемпіонів і т. д. Також на мапі інколи випадково з'являються об'єкти, що ускладнюють гру (сповільнюють, лякають тощо)[52].
- One for All (укр. Один для всіх) — усі гравці команди грають однаковим чемпіоном, який обирається голосуванням перед початком гри, а у випадку рівності голосів — випадково[53]. В 2014 роцірежим був застосований і до Виючої безодні, але тепер за певного чемпіона грали не лише гравці своєї команди, але й суперники[54].
- Showdown Snowdown (укр. Снігова сутичка) — ігровий режим, який доступний під час зимових свят наприкінці з 2013 року. Проходить на мапі Виючої безодні з умовами турнірної варіації Магмового залу — у форматах «1 на 1» або «2 на 2», причому для перемоги необхідно було першим виконати дві з трьох умов: вбити 100 кріпів, знести вежу, першим вбити суперника (1 на 1) або виконати 2 вбивства (2 на 2).[55]. На All-Star 2014 в Парижі у цьому режимі проходили ігри розважальної частини турніру серед професійних гравців.
- Dark Star: Singularity (укр. Темна зоря: Сингулярність) — розважальний режим приурочений до введення в гру серії тематичних виглядів для чемпіонів. Проходить на сильно модифікованому кусочку мапи Прірва прикликачів, і всім гравцям видається один чемпіон.
- Hunt of the Blood Moon (укр. Полювання кривавого місяця) — режим приурочений до введення в гру серії тематичних виглядів. Проходить на мапі Прірва прикликачів, з обмеженим набором чемпіонів і предметі (тільки атакуючі предмети і чемпіони). Мета гри набрати довірену кількість очок, які видаються за вбивства ворожих чемпіонів і духів.
- Invasion (укр. Invasion) — ще один режим приурочений до введення в гру серії виглядів «Зоряні захисники», відбувався на спеціально створеній карті Міський парк Валорана, і полягав в відбиванні нападів ворогів.
- Legend of the Poro King (укр. Легенда короля Поро) — режим на мапі Виюча Безодня, де команди противників можуть розвивати своїх «королів Поро» для допомоги в знищенні ворожої бази.
- Nexus Siege (укр. Облога нексуса) — режим на мапі Прірва прикликачів, в якій залишилась тільки половина карти однієї команди, яка повинна захищати свою базу як найдовше від атакуючої команди. Після знищення бази команди міняються ролями, виграє та, яка захищала свою базу довше.
- OVERCHARGE — режим приурочений до введення серії тематичних виглядів. Являє собою сильно модифіковану мапу 3 на 3. Завданням є назбирати 50 фрагментів, які випадають з ворожих чемпіонів і міньйонів.
- Magma Chamber (укр. Магмовий зал) — режим для гри «1 на 1» та «2 на 2», яке спершу було офіційно анонсоване як окрема мапа[56], але пізніше перероблене у Dominion і скасоване[57]. Мапа вперше використовувалась під час розважального турніру на All-Star 2013 у Шанхаї. Використаний на турнірі Магмовий зал нагадував Виючу безодню в іншому оздобленні. Оригінальний Магмовий зал мав бути схожим за структурою на Кристалічний кар'єр і планувався як найбільша за розміром ігрова мапа з різноманітними лісовими монстрами, що дають бафи, майданчиками для телепортації та іншими особливостями[58].

### Прикликачі
Кожен гравець (у грі іменуються прикликачами, англ. summoners) має власний профіль з обраним нікнеймом, рівнем, рейтингом, списком друзів, налаштуваннями та статистикою. До листопада 2017 року максимальний ігровий рівнем був 30, але 10 листопада 2017 року гра зняла це обмеження повністю переробивши систему внутрішньо-ігрової валюти і досвіду. Після 30-го рівня стають доступними рейтингові ігри і прикликачі розрізняються ще й за рейтингом. Під час різноманітних внутрішньоігрових подій гравцям пропонують виконувати різноманітні місії (наприклад виграти декілька матчів в певному режимі, чи за певного чемпіона), в нагороду за виконання яких надається різноманітні покращення для профілю чи внутрішньо-ігрова валюта. Для нових гравців є набір спеціальних місій для сприяння легкому входженню в гру.

#### Внутрішньо-ігрові валюти
За зіграні матчі і виконання місій гравці отримують досвід (англ. Experience, XP) — за визначену кількість досвіду гравець підвищує свій рівень. За кожен рівень гравець отримує капсулу чемпіона, з якої можуть випасти уламки чемпіона, які використовуються для придбання останнього. Також може випасти деяка кількість синьої есенції.
Синя есенція (англ. Blue Essence) — основна внутрішньо-ігрова валюта. За неї можна придбавати нових чемпіонів і сторінки рун. Синя есенція може видаватись за виконання місій, за знищення «уламків» чемпіонів, а також випадати з капсул і скринь. В гру синя есенція була введена 10 березня 2015 року, як валюта для отримання чемпіонів з їх уламків і тільки, її повний функціонал з'явився 8 листопада 2017 року коли з гри видалили очки впливу (англ. Influence Points) Також існує оранжева есенція (англ. Orange Essence), яка дозволяє виготовляти косметичні предмети.
За реальні гроші через систему мікротранзакцій можна придбати «очки Riot» (англ. Riot Points, RP). За RP можна придбати чемпіонів, вигляди для них, пришвидшувачі отримання рівня, збільшувачі кількості отримуваного досвіду, іконки та трансфери на сервери інших регіонів.

#### Руни[65]
Руни (англ. runes) — набори вдосконалень, які прикликач збирає та комбінує для своїх чемпіонів перед початком гри, чи на стадії вибору чемпіона. Руни відкриваються на 5 рівні профілю (до 5 вони виставляються автоматично, залежно від типу героя), спочатку доступно лише 5 сторінок рун (які не можуть змінюватись). Кожна руна дає невелике посилення певної характеристики чемпіона(всі руни дають унікальну прибаку до певної характеристики). Гравець може комбінувати руни у різні набори, що називаються сторінками рун, а перед початком гри обрати необхідну сторінку, що найбільш пасуватиме до певного чемпіона та ігрової ситуації.
З метою упорядкування, руни поділяються на такі гілки:
- Точності — дають швидкість атаки.
- Домінування — скорочення дистанції та моментальна шкода.
- Хоробрість — здоров'я, захисні характеристики.
- Натхнення — різноманітні хитрості (унікальні переваги).
- Чаклунство — сила умінь, магія, швидкість.

На кожній сторінці можливо обрати одну ключову руну (яка найсильніше впливає на характеристики і від неї залежить стиль гри) та три допоміжні руни однієї гілки, та дві руни іншої гілки (але не ключові). В кожній гілці по 3-4 ключові руни, та 9-12 звичайних рун. Сторінки можна редагувати на стадії вибору чемпіона. Кожен гравець може купувати нові сторінки для створення більшої кількості комбінацій та для більшої зручності.
До листопада 2017 року крім рун існували ще майстерності (таланти), які теж покращували деякі характеристики чемпіонів, але вони були об'єднані.

### Чемпіони
У League of Legends 163 чемпіони (на 10.04.2023), що володіють унікальними вміннями, зовнішнім виглядом та мають особисту історію. У середньому, чемпіон має п'ять умінь (чотири активні та одне пасивне). Одне з цих умінь, доступне з самого початку гри, що діє протягом всієї гри, називається Пасивним. Чотири вміння вивчаються і вдосконалюються зі зростанням рівня чемпіона. В одному ігровому матчі чемпіон може досягти максимум 18-го рівня. Три з чотирьох умінь (базові) можуть вивчатися на будь-якому рівні (проте вміння не може бути покращено, якщо новий рівень уміння більше, ніж половина рівнів чемпіона); четверте, так зване Абсолютне вміння (розм. Ультімейт), може бути вивчене та покращене на рівнях 6, 11 та 16. Таким чином, будь-яке з трьох базових умінь може бути розвинене п'ять разів, а Абсолютне вміння тричі. Однак, є винятки, наприклад, чемпіон Удир: він не має ультимейту, але має чотири базові вміння з можливістю п'ятикратного поліпшення, але загалом не більше 18. Інший приклад: чемпіони Нідалі та Джейс, абсолютні вміння яких доступні на 1 рівні та не вимагають вивчення; їх використання замінює набір базових умінь іншим.
Крім того, кожен чемпіон займає, виходячи зі своїх умінь, певну роль у команді. Деякі чемпіони можуть виконувати кілька ролей. При цьому у грі два основні види шкоди — фізична та магічна. Збалансована команда, як правило, має у складі чемпіонів, які завдають як фізичної, так і магічної шкоди, але, звичайно, у грі не забороняється брати будь-якого вподобаного чемпіона на будь-яку лінію. Окрім цього, одні чемпіони атакують з відстані, інші лише у ближньому бою.
| Роль      | Опис |
| --------- | --- |
| Вбивця    | Вбивці здатні усунути ворожого чемпіона за лічені секунди за допомогою смертоносної комбінації автоатак та умінь. Їх можна впізнати за наступними характерними рисами: - Висока швидкість пересування - Вміння, які дозволяють швидко змінювати позицію та маневрувати - Здібності наносити величезну миттєву шкоду (за рахунок сили атаки або сили умінь) |
| Стрілок   | Стрілок атакує ворогів на відстані і, як правило, зосереджується на тому, щоб наносити одній цілі велику шкоду послідовними автоатаками. Стрілкам властиві такі риси: - Вони схожі на «скляну гармату», здатну завдати величезної шкоди, але розбиваються від пари-трійки ударів; - Можуть атакувати з відривом - Наносять велику шкоду автоатаками |
| Воїн      | Ці чемпіони здатні завдавати та витримувати значну кількість шкоди. У будь-якій битві вони зазвичай знаходяться спереду, захищаючи стрілків та задаючи темп битви, і для них характерні такі риси: - Це переважно чемпіони ближнього бою; - Можуть витримати достатньо велику кількість шкоди і при цьому залишитися живими; - Їх показники сили атаки та захисту, як правило, збалансовані, хоч і не рівні; |
| Маг       | Маги покладаються на свої вміння для завдання шкоди, яка збільшується зі зростанням їх сили умінь. У них є й інші риси, які допомагають відрізнити їх від решти чемпіонів: - Магам доводиться уважніше стежити за витратами своєї мани, ніж решті чемпіонів, бо без ресурсу для використання навичок вони — легка здобич; - Вміння дуже різноманітні: вони можуть як завдавати величезних миттєвих втрат одиночній меті, так і здійснювати руйнівні атаки по площі; - Вони досить уразливі, доки їх вміння перезаряджаються; |
| Підтримка | Тих, хто допомагає команді, посилюючи союзників та послаблюючи ворогів, називають чемпіонами підтримки. Ці чемпіони мають кілька специфічних особливостей, які відрізняють їх від інших ролей: - Контроль (здатність приголомшувати або уповільнювати ворогів); - Вміння, які дозволяють відновлювати здоров'я союзників, прискорювати їх чи посилювати їхню атаку чи захист; - Вміння, які послаблюють атаку чи захист суперників, зменшують їхню швидкість пересування чи запас здоров'я;                                  |
| Танк      | Це чемпіони, здатні вижити після отримання величезної кількості шкоди. Їх легко можна вирізнити за такими характеристиками: - Вони роблять акцент на придбанні предметів, що розвивають їх захист (запас здоров'я, броню і опір магії); - Наносять порівняно невелику шкоду; - Мають потужні вміння контролю; |

Також чемпіони відрізняються за своєю вартістю, яка залежить від дати виходу чемпіона та зменшується з часом. Вартість чемпіонів за синю есенцію може бути 450, 1350, 3150, 4800, 6300, 7800; за RP, відповідно: 260, 585, 790, 880, 975.
Для кожного чемпіона гравець, використовуючи RP, може купувати додаткові образи (англ. Skins), косметичні зміни, жодним чином не впливаючи на їх ігрові параметри. Образи відрізняються за вартістю, залежно від характеру змін, наприклад: найдешевші — змінюють лише візуальний вигляд чемпіона, найдорожчі — кардинально змінюють його вигляд, озвучування, візуальні ефекти тощо.

## Світ гри
Події гри відбуваються в вигаданому світі Рунтерра (англ. Runeterra). Персонажі (чемпіони) Ліги Легенд це герої, відомі персонажі і чарівні створіння цього світу; у кожного з них є особиста історія, часто пов'язана з політичною ситуацією, природними і магічними катастрофами. Деякі персонажі походять з інших світів ніж Рунтерра, але перебувають у ній з різних причин. Сюжетні взаємозв'язки між персонажами інколи відображаються в ігровому процесі гри, але здебільшого історія кожного персонажа розглядається окремо від елементів гри. Зокрема сценаристи гри заявили, що «Ми не хочемо обмежувати історію ігровим процесом, також ми не хочемо обмежувати ігровий процес історією — ми хочемо дозволити їм обом бути настільки прекрасними наскільки можливо.»
Історії зі світу гри розкриваються через оповідання, відеоролики, комікси, малюнки і інші художні засоби. Більшість цієї інформації можна знайти на в спеціальному розділі Universe (укр. Всесвіт), на офіційному сайті гри, який був відкритий в листопаді 2016 року. В клієнті гри, публікуються тільки деякі останні оновлення. До червня 2011 року розробники публікували видання «Журналу Правосуддя», у якому стилізовано викладались ігрові та сюжетні історії. Пізніше інформація про світ гри з'являлась просто в блозі на офіційному сайті гри.
Світ гри зазнав серйозної переробки сценаристами в 2014 році, «оригінальний» світ, був «перезапущений» через обмеження які він накладав на розробку нових чемпіонів для гри, і переробку старих.

### «Оригінальний» світ
Спочатку творці гри намагалися виправдати ігровий процес через сюжет гри. «Ліга Легенд» — це організація в світ Рунтерри, яка через проведення матчів між героями врегульовувала політичні конфлікти в світі. Необхідність такої організації виникла через надмірне використання магії в попередніх війнах. Дві великі війни минулого, через які в світі почались величезні зміни, переконали більшість країн Рунтерри в тому, що наступна велика війна може привести до загибелі цілого світу. Тому був укладений договір про створення організації яка б вирішувала конфлікти в контрольований спосіб, на спеціальних аренах. Ці арени повністю відповідають аренам в грі. Чемпіони, які примусово чи за власним бажанням приєдналися до ліги, під час бою контролювались прикликачами, які в всесвіті гри були сторонами конфлікту (зазвичай політичні сили). Гравець виступав в ролі одного з прикликачів. Що б зробити матчі справедливими, керівники ліги змінювати здібності чемпіонів, а також ставили їх в рівноцінні умови на початку гри, також чемпіон повинен був неухильно слухатись свого прикликача, навіть якщо вони були з різних (навіть ворожих) фракцій. Схожим чином пояснювались всі елементи ігрового процесу в грі.
Прив'язка до ігрового процесу, дуже обмежувала можливість опису подій в світі Рунтерри, а також применшувало роль самих чемпіонів, які ставали просто знаряддями в руках безликих прикликачів. Тому в 2014 році Riot Games, вирішила відмовитись від багатьох елементів цього світу, здебільшого пов'язаних з прикликачами, але залишивши напрацювання з географії і історії Рунтерри.

### Світ Рунтерри
Світ Рунтери складається з декількох регіонів, серед яких можна виділити великий материк Валоран, а також декілька груп островів. Міста-держави і регіони мають дуже складні відносини, як і між собою так і всередині. Найвідомішими містами-державами є Демасія і Ноксус, які воювали в минулому, а зараз між ними настав нестійкий мир. Демасія розташована на заході континенту і чимось схожа на ідеалізоване середньовічне європейське королівство, з лицарством і магією, а Ноксус — є імперією, що шанує своїх громадян, відносячись до інших держав достатньо вороже. Ще одним містом є Пілтовер, який називають містом прогресу, і в якому досліджуються передові технології світу Рунтерри, воно зображене в стімпанківському стилі. Пілтовер розташований над канйонами і печерами, які стали особливим районом міста з своєю назвою — Заун. В ньому теж розвиваються технології, але на відміну від чистішого Пілтовера, ці дослідження часто нехтують будь-якою етикою чи моральністю. На півночі Валорану розташований Фрелйорд, холодний регіон з різними племенами, що перебуває в стані громадянської війни, який явно надихався тематикою вікінгів. На півдні знаходиться Шуріма — пустеля, яка колись була великою імперією, проте занепала, регіон, що посилається на Стародавній Єгипет. Гора Таргон — на її підніжжях виникла культура чимось схожа на давньогрецьку. Ще на Валорані знаходиться Бандл-сіті — місто йордлів, таємничої раси маленьких гуманоїдів. Крім материка важливими є групи островів на сході, Іонія — держава з посиланнями на стародавню Японію і країни дальнього Сходу загалом, і Білджвотер — острови піратів. Ще є Примарні острови (англ. Shadow Isles), які оповиті темною магією і туманом. В втраченомі місті Ікатії знаходиться портал в Порожнечу (англ. Void), з якої на Рунтерру проникають різноманітні монстри..

Чемпіони у анімаційному ролику A New Dawn: Ренґар, Ґрейвз, Арі, Джакс

Різні карти гри розташовані в різних регіонах, зокрема Прірва прикликачів (англ. Summoners Rift) знаходиться в Інституті війни, десь в центрі Валорану, Звивиста пуща (англ. Twisted Treeline) — на Примарних островах, а Виюча безодня (англ. Howling Abyss) в Фрелйорді.
Величні герої і злодії Рунтерри і є персонажами за яких користувач може грати, кожен з них має багато історій, які переплітаються між собою і світом. Часто через якісь визначні події життя багатьох персонажів змінюється. Часто додаткові вигляди (англ. skins), які змінюють зовнішність персонажа у грі, теж пов'язані з історією.

## Розвиток

### Гра

#### Створення
Ідея гідної наступниці успішної модифікації DotA для Warcraft III, яка б стала окремою грою із власним рушієм, почала втілюватись наприкінці 2005 року, «коли декілька активних учасників DotA-спільноти вирішили, що її геймплей став настільки захоплюючим та іноваційним, що призвів до народження нового жанру, та гідний бути окремою професійною грою із власним значно вдосконаленим функціоналом та службою підтримки». Таким чином Riot Games була заснована Брендоном Беком та Марком Мерріллом, які співпрацювали з деякими творцями DotA, зокрема Стівом «Guinsoo» Фіком та Стівом «Pendragon» Месконом. Riot Games офіційно відкрила свій офіс у вересні 2006 року і розпочала роботу над League of Legends, а вже наприкінці 2008 року штат її співробітників становив понад 100 працівників.
З лютого до квітня 2009 року відбувалось закрите альфа-тестування гри. Тоді у League of Legends було лише 17 чемпіонів, а близько 20 предметів, наявних на той час, були пізніше видалені. З квітня по жовтень 2009 року відбувалось закрите (за запрошеннями) бета-тестування. За його час у League of Legends було додано 23 чемпіони та підготовлено гру до запуску. 21 жовтня почалось відкрите бета-тестування, яке протривало лише тиждень..
27 жовтня 2009 року League of Legends було відкрито для загального доступу та оголошено про початок першого передсезоння. На момент запуску гра містила 40 чемпіонів, дві мапи: класичну — «Прірва прикликачів» (Summoner's Rift), і для режиму «3 на 3» — «Звивиста пуща» (Twisted Treeline) та автоматизовану систему пошуку ігор. За час передсезоння у гру було додано ще 14 чемпіонів.

#### 2010—2014
13 липня 2010 року офіційно розпочався перший сезон. За час першого сезону у гру було додано 28 чемпіонів, довівши їх загальну кількість до 82. Додано рангові ігри (Ranked Games), систему рейтингів на основі Ело, впроваджено автоматичну систему відстеження і покарання гравців, що виходять з початої гри («LeaverBuster»), додано систему контролю самими ж гравцями порушень правил гри та обрання ними ж міри покарання (Tribunal), оновлено дизайн клієнта гри. Наприкінці сезону було проведено перший світовий чемпіонат, участь у якому взяли три європейські, три північноамериканські та дві команди з Південно-Східної Азії. 23 серпня 2011 року перший сезон офіційно закінчився, а за деякі досягнення гравці отримали ігрові призи. По завершенні першого сезону, 24 серпня 2011 року розпочалось друге передсезоння, яке тривало до 28 листопада 2011 року. Впродовж нього було додано 4 нових чемпіони (86 всього).
Другий сезон почався 29 листопада 2011 року і тривав до 12 листопада 2012 року. У другому сезоні були змінені деякі з прикликацьких навичок, оновлені набори майстерностей, започатковані регулярні прямі трансляції змагань, додано режим Панування, можливість спостереження за іграми інших прикликачів. Призовий фонд світового чемпіонату та професійних змагань, що проводили Riot Games цього сезону склав 5 мільйонів доларів. Впродовж другого сезону у гру було додано 19 чемпіонів, а їх загальна кількість перевищила 100.
Третій сезон стартував 4 грудня 2012 року. У міжсезонні перед його початком було оновлено набір майстерностей, замінено деякі здібності та змінено значну кількість ігрових предметів. Також, починаючи з третього сезону, у League of Legends було введено систему рейтингу на основі дивізіонів, а не ело. Крім цього, було додано новий режим ARAM із мапою для нього та випущено версію гри для Mac OS. Світовий чемпіонат третього сезону відбувся у Північній Америці. Участь у ньому взяли 14 команд з 7 регіонів. Завершився третій сезон через два дні після фіналу чемпіонату — 12 листопада 2013 року.
Четвертий сезон почався 14 січня 2014 року. Перед початком сезону були змінені набори майстерностей, додані предмети для чемпіонів підтримки. Також були внесені деякі зміни з метою подовження тривалості ігор. За сезон було додано п'ять нових чемпіонів. Закінчився сезон 11 листопада 2014 р. Головною подією міжсезоння стало графічне оновлення головної мапи гри — Прірви прикликачів.

### Після 2014
П'ятий сезон почався 20 листопада 2014 року, протягом сезону було випущено ще п'ять чемпіонів, а також пророблено дуже багато роботи з графікою. Закінчився сезон 11 листопада 2015, а 20 почався шостий. В шостому сезоні було введено ще шість чемпіонів, перероблено майстерності, введено нові типи драконів і геральда прірви для мапи Прірва прикликачів. Шостий сезон закінчився 10 листопада 2016 року. В той ж день почався сьомий сезон.

### Розповсюдження

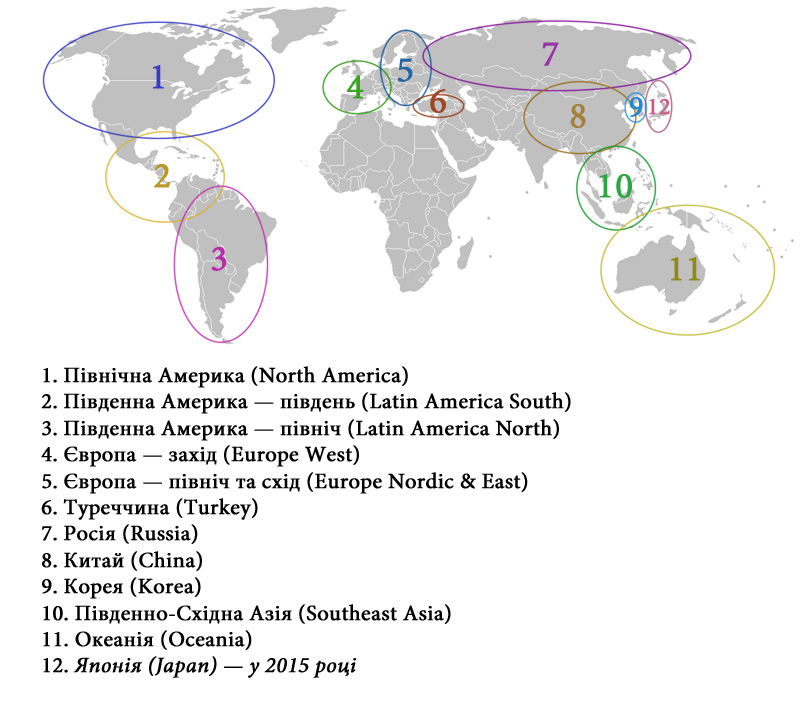
Мапа серверів/регіонів

Riot Games самостійно видавало та підтримувало гру у Північній Америці із моменту виходу, оскільки головний офіс компанії розташовується у США.
Для розповсюдження в Європі Riot Games спершу уклало угоду із GOA — ігровим департаментом Orange та одним із найбільшим на той час ігровим порталом. 13 жовтня 2009 року GOA оголосило, що вони обмежують доступ для гравців з Європи на сервери Північної Америки та навпаки через розмежування ліцензійних прав. Через несхвальні відгуки аудиторії щодо подібного рішення, Riot Games переглянули його та скасували 16 жовтня 2009 року.
10 травня 2010 року Riot Games оголосили, що вони напряму займатимуться розповсюдженням та підтримкою гри в Європі. Задля цього ними було засновано європейський відділ Riot Games у Дубліні.
В липні 2009 Riot Games оголосили, що гра буде розповсюджуватись безкоштовно через завантаження, проте створили колекційну DVD-версію гри — «Retail Collector's Edition» за ціною $29,99, що окрім гри містило у собі код на відкриття 20 чемпіонів, 4 рун, еквівалент $10 у ігровій валюті та кілька унікальних виглядів для чемпіонів.
25 лютого 2010 року було повідомлено про досягнення домовленості щодо розповсюдження та підтримки League of Legends у країнах Південно-Східної Азії із обмеженням доступу на їх сервер з інших регіонів відповідно до ліцензійної угоди. 16 липня 2010 стало відомо, що цим займатиметься Garena. Азійські гравці отримали змогу перенести акаунти з працюючих на той момент європейського та північноамериканського серверу на власний.
В Китаї видавцем League of Legends виступає одна з найбільших телекомунікаційних компаній — Tencent, відома своїм додатком швидких повідомлень QQ. Угода про партнерство Riot Games та Tencent була укладена 21 листопада 2008 року. У лютому 2011 року Tencent придбала основну частку акцій Riot Games.
У червні 2014 року Riot Games, щоб впоратись із кількістю гравців у Європі, завантаженістю каналів та серверів, збудувало в Амстердамі новий власний дата-центр.
Станом на 1 вересня 2014 року наявні та активні сервери League of Legends для наступних країн/регіонів: Східна та Північна Європа, Західна Європа, Північна Америка, Океанія, Росія, Туреччина, Бразилія, Південна Америка (південь), Південна Америка (північ). Ці сервери є загальнодоступними для будь-яких регіонів. В той же час сервери Південної Кореї, Китаю і Південно-Східної Азії містять обмеження на доступ до них з інших регіонів. Крім цього, працює загальнодоступний тестовий сервер для майбутніх оновлень — PBE.

### Популярність
За останніми даними приріст та кількість гравців у League of Legends є найбільшими серед усіх онлайн-ігор.
В липні 2010 року розпочався Перший Сезон гри (Season One), світовий чемпіонат якого переглянуло близько 1,7 мільйона людей.
Станом на липень 2011 року кількість зареєстрованих гравців перевищила 15 мільйонів, а кожен день грало близько півтора мільйона. Станом на 11 листопада 2011 року у грі було зареєстровано 32,5 мільйона ігрових аккаунтів, кожен день грало приблизно 4,2 мільйона гравців, а середній онлайн гри становив 1,3 мільйона.
За інформацією Riot Games, в жовтні 2012 кожен день грало приблизно 12 мільйонів людей, а протягом місяця — 32 мільйони. Кількість зареєстрованих акаунтів сягнула 70 мільйонів, максимальний онлайн — 5 мільйонів. Цим самим League of Legends перевершила показники Call of Duty та World of Warcraft.
Станом на січень 2014 року щоденна кількість гравців становила 27 мільйонів, а щомісячна — 67 мільйонів. У той же час, для порівняння, щоденний онлайн MOBA-гри DOTA 2 становить 642 тисячі гравців.
Трансляції світового чемпіонату з Ліги Легенд у третьому сезоні (2013 рік) переглянуло 32 мільйони гравців, що стало найпопулярнішою кіберспортивною подією в історії.
Сума здійснених у League of Legends з січня по вересень 2014 року мікротранзакцій склала 964 мільйони доларів, у той час як за весь 2013 рік їх число становило $624 млн. За цим показником League of Legends перевершила усі інші онлайн-ігри, зокрема всесвітньо відомий World of Warcraft ($728 млн) та свого головного MOBA-конкурента DOTA 2 ($136 млн).
Інші показники популярності:
- У січні 2012 році у Тайвані було зареєстровано більше мільйона гравців в League of Legends, що становить близько 5 % від населення країни[131].
- У квітні 2012 року League of Legends стала грою #1 за популярністю у Південній Кореї, на підтвердження чого спортивні та розважальні телеканали віддали перевагу трансляціям турніру з League of Legends замість StarCraft, що відбувались одночасно[132].
- Відповідно до звіту Tech in Asia, League of Legends посіла друга місце серед найпопулярніших ігор у комп'ютерних клубах Філіппін[133].
- Згідно зі звітом Google, у першому півріччі 2014 року серед південнокорейських інтернет-користувачів фраза «League of Legends» стала другим за популярністю пошуковим запитом.[134]

### Критика
| Агрегатор    | Оцінка |
| ------------ | ------ |
| GameRankings | 79.16% |
| Metacritic   | 78 %   |

| Видання        | Оцінка  |
| -------------- | ------- |
| 1Up.com        | A-      |
| AllGame        | [ 138 ] |
| Eurogamer      | [ 139 ] |
| GameRevolution | B+      |
| GameSpy        | [ 141 ] |
| GameZone       | [ 142 ] |
| IGN            | 9.2/10  |

League of Legends отримувала схвальні відгуки з моменту виходу. Також, відповідно до MetaCritic та інших аґреґаторів, середня оцінка гри становить 78 зі 100.
IGN у першому огляді League of Legends від 6 листопада 2009 року поставило грі 8.0/10, визначивши найсильнішою її стороною жвавий геймплей із чітко визначеним концептом гри, який дозволяє надзвичайну варіативність і різноманітні стратегії. Також видання відзначило яскраву графіку із барвистими ефектами, різноманіття чемпіонів. Значно стриманішими були відгуки стосовно озвучення та звукових ефектів, які названі дещо одноманітними. Висловлено зауваження щодо невиразної презентації гри та певної важкості розуміння ігрового процесу для новачків, до яких досвідчені гравці ставляться досить нетерпляче, але оглядач вірить, що вдосконалення системи пошуку ігор виправить цей недолік.
13 лютого 2014 року на IGN був опублікований переогляд League of Legends, який змінив оцінку видання для гри з 8.0 до 9.2/10. Серед плюсів гри було відзначено простий та поступовий процес оволодіння грою та вдосконалення власних навичок, доступні ігрові придбання, відмінне розмежування гравців за рівнем гри, нагороди і задоволення від прогресування у грі. Недоліком відзначено відсутність голосового чату. Оглядач зазначає, що навіть граючи за одного чемпіона на незмінній мапі з однаковими предметами, глибина гри та стратегічні рішення ніколи не дадуть новій грі бути схожою на попередню.
13 січня 2011 року на Kotaku вийшла стаття про Tribunal — систему покарання і «перевиховання» порушників правил у League of Legends, у якій рішення щодо дисциплінарних справ анонімно вирішують самі ж гравці. Автор досліджує її доцільність та виправданість.
Eurogamer у огляді League of Legends від 27 листопада 2009 року оцінив гру у 8/10, підсумувавши його висновком «це DotA-подібна гра, у яку справді варто грати». Автор відзначає реалізацію командної гри та взаємодії, автоматизовану систему пошуку ігор і звертає увагу на відчутну різницю у рівнях гри різних гравців.
GameRevolution назвало статтю про League of Legends «еволюцією хард-кору» і відзначає, що незважаючи на невеликі баги та недопрацювання, гра неодмінно варта уваги, особливо серед змагальних онлайн-ігор. До плюсів автор відніс різномантний та збалансований процес гри, яскраву та насичену графіку, щирість забавки, практичну безкоштовність. Серед недоліків відзначив відсутність деяких можливостей, слабкий штучний інтелект у режимі тренування, нестачу різних мап для гри. Загалом гру було оцінено на «4+».
GameSpy, аналізуючи огляди інших видань, погоджується з їх думками про потенційну аддиктивність гри та її різноманітність, але не погоджується з тим, що гру було випущено зарано і вона є недоробленою. Натомість, вважає невиправданим необхідність поступового відкриття всіх чемпіонів. У підсумку League of Legends оцінено на 4/5.
GameZone у огляді від 2 листопада 2009 року ставить грі 9 балів з 10 і зазначає, що «це один з найкращих прикладів, якою має бути бойова RTS», також гідно оцінює графіку, «яка тішить очі», і концепт — «блискуча модифікація перетворилась на відмінну самостійну гру». Мультиплеєрний геймплей же названо «несамовитим, бомбезним і аддиктивним». Видання підсумовує, що League of Legends цікава, приваблива, доступна і надзвичайна забавка.
League of Legends здобула чимало нагород та відзнак від іменитих ігрових видань:
| Дата             | Нагорода                                 | Номінація |
| ---------------- | ---------------------------------------- | --- |
| 14 грудня 2009   | IGN PC Best Strategy Game 2009           | Вибір читачів |
| 14 грудня 2009   | IGN PC Best Multiplayer Game 2009        | Вибір читачів |
| 21 грудня, 2009  | Gamespy Gamers' Choice Awards 2009       | Вибір гравців ПК |
| 8 жовтня 2010    | 1st Game Developers Online Choice Awards | Найкраща онлайн-технологія, Найкращий візуальний арт, Найкращий ігровий дизайн, Найкраща нова онлайн-гра, Вибір публіки |
| 29 жовтня 2010   | Golden Joystick Award                    | Онлайн гра року |
| 16 лютого 2011   | The 100 best PC games of all time        | Одна зі 100 найкращих ігор усіх часів                                                                                   |
| 21 жовтня 2011   | Golden Joystick Award                    | Найкраща безкоштовна гра                                                                                                |
| 7 листопада 2011 | GamePro — The 15 Best PC Games           | Одна з 15 найкращих ігор нинішнього покоління                                                                           |
| 29 грудня 2011   | PC Gamer UK Game of the Year 2011        | Найкраща безкоштовна гра                                                                                                |
| грудень 2011     | GameSpy's Game of the Year 2011 Awards   | MOBA-гра року |
| 8 лютого 2012    | PC Gamer US Game of the Year 2011        | Вдосконалення року |
| кінець 2012      | 3rd Game Developers Online Choice Awards | Відзнака публіки, Найкраща спільнота, Найкраща онлайн-гра                                                               |

## Турніри
League of Legends є офіційною дисципліною World Cyber Games (2010, 2011, 2013 р.), Intel Extreme Masters (сезони VI—IX), DreamHack (2011—2014 р.) та багатьох інших кіберспортивних ліг та заходів.
У 2013 році США фактично прирівняло професійних гравців у League of Legends до професійних спортсменів, погодившись видавати їм так звані «візи атлетів» категорії P-1, які також отримують гравці NBA, NFL, NHL. Подібне визнання вважається одним з переломних моментів в історії кіберспорту.
Riot Games приділяє надзначну увагу кіберспортивній складовій та спрямованості League of Legends і, як наслідок, уже на третій рік існування гри, світовий чемпіонат з неї встановив новий рекорд популярності серед кіберспортивних подій, який гра продовжує утримувати і оновлювати. Одним з перших міжнародних турнірів став гранд-фінал World Cyber Games 2010 у Лос-Анджелесі, у якому змагалися команди з Китаю, Європи та Америки. Команда «Counter Logic Gaming» з Північної Америки виграла турнір, отримавши приз у 7000 доларів. Нині більшість турнірів відбувається на регулярній основі, а деякі з них проходять під час великих ігрових подій, таких як DreamHack, GamesCom та інші.
Організатори не зупиняються на досягнутому та продовжують нарощувати популярність і масштаби гри та її кіберспортивних заходів. Так, наприклад, фінал світового чемпіонату третього сезону відбувся у відомому «Стейплс-центрі» в Лос-Анджелесі, у червні 2014 року один з турів регулярного європейського чемпіонату відбувся в Лондоні на олімпійській Вемблі Арені, а фінал світового чемпіонату четвертого сезону було зіграно на стадіоні «Сангам» у Сеулі, який приймав матчі футбольного Чемпіонату світу.
Серед головних кіберспортивних подій можна виокремити наступні.

### World Championship

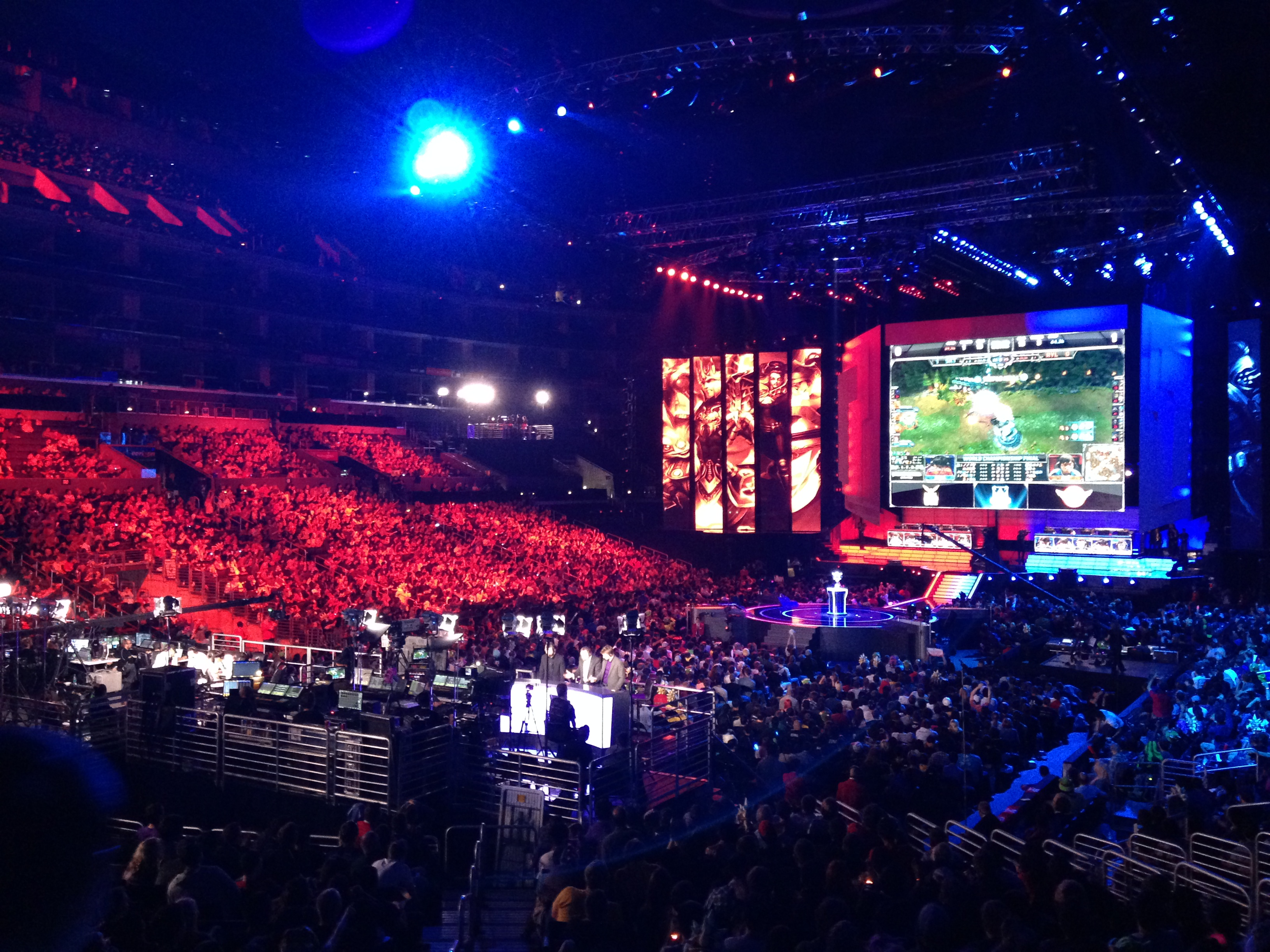
Фінал третього сезону у Стейплс-центрі, 2013

World Championship (укр. Чемпіонат світу) — турнір, який проводиться Riot Games по завершенні кожного сезону (фактично — щороку). Участь у чемпіонаті беруть переможці та призери офіційних регіональних чемпіонатів. Вперше був проведений у червні 2011 року із призовим фондом у $100000, а вже у 2012 році призовий фонд склав 2 мільйони доларів.
У чемпіонаті першого сезону взяли участь 8 команд: по 3 з Європи та Північної Америки та дві азійські. В другому сезоні кількість азійських команд збільшилась до 6 команд (12 всього), в третьому ж сезоні зіграли 14 команд — по 3 з Північної Америки, Європи та Кореї, 2 з Китаю, 2 з інших країн Азії та одна відібрана через турнір для інших серверів.
У той час, як перші два чемпіонати пройшли в ігрових студіях, півфінали третього сезону відбулись у «Ґален-Центрі» — спортивній арені Університету Південної Каліфорнії, а фінал — у «Стейплс-центрі», одному з головних спортивних комплексів Лос-Анджелесу, який приймає матчі НБА, НХЛ та інших змагань. Слід зазначити, що квитки на фінал були розпродані менше ніж за годину. Фінал чемпіонату четвертого сезону, що відбувся на сеульському стадіоні «Сангам», відвідало 40 тисяч глядачів
Чемпіонат другого сезону переглянуло близько 8,3 мільйона переглядачів, 2,4 млн з яких — по корейському та китайському телебаченню, що зробило цей захід найпопулярнішою кіберспортивною подією у історії. Втім, це досягнення було перевершене наступного року на світовому чемпіонаті третього сезону, який лише через платформу онлайн-трансляцій Twitch переглянуло 32 млн глядачів, 8,5 млн з яких спостерігали за ним одночасно.
| Рік  | Місце проведення             | Призовий фонд, $ | I місце              | II місце              | III-IV місце                    |
| ---- | ---------------------------- | ---------------- | -------------------- | --------------------- | ------------------------------- |
| 2011 | Єнчепінг                     | 100 000          | Fnatic               | against All authority | Team SoloMid / Epik Gamer       |
| 2012 | Лос-Анджелес                 | 2 000 000        | Taipei Assassins     | Azubu Frost           | Moscow Five / CLG Europe        |
| 2013 | Лос-Анджелес                 | 2 050 000        | SK Telecom T1        | Royal Club            | Fnatic / NaJin Black Sword      |
| 2014 | Сеул                         | 2 130 000        | Samsung Galaxy White | Star Horn Royal Club  | Samsung Galaxy Blue / OMG       |
| 2015 | Париж Лондон Брюссель Берлін | 2 130 000        | SK Telecom T1        | KOO Tigers            | Origen / Fnatic                 |
| 2016 | Лос-Анджелес                 | 5 070 000        | SK Telecom T1        | Samsung Galaxy        | ROX Tigers / H2k-Gaming         |
| 2017 | Пекін                        | 4 596 591        | Samsung Galaxy       | SK Telecom T1         | Team WE / Royal Never Give Up   |
| 2018 | Інчхон                       | 6 700 000        | Invictus Gaming      | Fnatic                | G2 Esports / Cloud9             |
| 2019 | Берлін Мадрид Париж          | 2 225 000        | FunPlus Phoenix      | G2 Esports            | Invictus Gaming / SK Telecom T1 |
| 2020 | Шанхай                       | 2 225 000        | Damwon Gaming        | Suning                | G2 Esports / Top Esports        |
| 2021 | Рейк'явік                    | 2 225 000        | Edward Gaming        | DWG KIA               | Gen.G / SK Telecom T1           |
| 2022 | Мехіко Сан-Франциско         | 2 225 000        | DRX                  | SK Telecom T1         | Gen.G / JD Gaming               |

### All-Star
All-Star (укр. всі зірки) — напіврозважальний турнір, що проводиться Riot Games у проміжку між весняним та літнім сезонами LCS та інших чемпіонатів.
У 2013 році турнір відбувся у Шанхаї і проводився в форматі збірних команд (найкращих гравців, що обирались голосуванням) від кожного з п'яти «головних» регіонів, результати якого впливали на жеребкування та посів команд на наступному чемпіонаті світу. Перемогу здобула південнокорейська команда, другою була китайська. Також відбувся індивідуальний турнір для визначення найкращих гравців на своїх ролях.
У 2014 році All Star у Парижі складався з двох частин. У першій п'ять команд-переможців весняних сезонів регіональних ліг змагались у турнірі, який виграла корейська «SK Telecom T1 K». У другій — дві команди («Лід» і «Вогонь»), які були сформовані з найкращих гравців регіонів (по 2 від кожного, обрані голосуванням), змагались між собою у серії розважальних режимів та дуелей гравців.

### Intel Extreme Masters
Intel Extreme Masters (IEM) — турніри, організовані Electronic Sports League. League of Legends є їх офіційною дисципліною, починаючи з п'ятого сезону IEM. Впродовж сезону серії (сезони IEM не пов'язані з сезонами League of Legends), команди можуть брати участь у турнірах IEM та крім призів за них — заробляти очки, які дозволять зіграти у підсумковому сезонному світовому чемпіонаті сезону IEM (IEM Season World Championship).
У п'ятому сезоні IEM з League of Legends відбувся лише один невеликий турнір у Гановері, участь у якому взяли чотири європейські команди, а перемогу здобули «MyRevenge». Починаючи з наступних сезонів, чемпіонати проводились повносезонно.
Результати світових чемпіонатів IEM:
| Рік         | Місце проведення | Призовий фонд, $ | I місце            | II місце       | III місце / 4 місце                          |
| ----------- | ---------------- | ---------------- | ------------------ | -------------- | -------------------------------------------- |
| 2012 (VI)   | Гановер          | 100 000          | Moscow Five        | Team Dignitas  | Counter Logic Gaming / against All authority |
| 2013 (VII)  | Гановер          | 150 000          | CJ Entus Blaze     | CJ Entus Frost | Gambit Gaming — SK Telecom T1                |
| 2014 (VIII) | Катовиці         | 150 000          | KT Rolster Bullets | Fnatic         | Gambit Gaming — Cloud 9                      |

### World Cyber Games
League of Legends була офіційною дисципліною World Cyber Games у 2010, 2011 та 2013 роках. Слід зазначити, що 2013-й став останнім роком проведення WCG.
У 2010 році участь у фінальній частині WCG взяли 4 команди — по одній з Китаю, Європи, Північно-Східної Азії та Північної Америки.
У 2011 та 2013 роках участь у головному турнірі брали понад 18 команд, що відбирались на регіональних змаганнях у своїх країнах.
Переможці:
| Рік  | Місце проведення | Призовий фонд, $ | I місце              | II місце        | III місце            |
| ---- | ---------------- | ---------------- | -------------------- | --------------- | -------------------- |
| 2010 | Лос Анджелес     | 10 000           | Counter Logic Gaming | SK Gaming       | AnotherStory         |
| 2011 | Пусан            | 34 000           | Chicks Dig Elo       | exGameburg Team | Counter Logic Gaming |
| 2013 | Куньшань         | 34 000           | CJ Entus Blaze       | OMG             | Team WE              |

### Регіональні змагання
Окрім глобальних турнірів, в League of Legends впродовж сезону проходять і регіональні чемпіонати, на яких також визначаються учасники «великих» змагань:
- Європа — Europe League Championship Series (EU LCS), чемпіонат, що проходить за принципом ліги із круговою системою ігор. Участь у ньому беруть 8 команд. По завершенні кругової частини, шість верхніх команд за системою плей-оф остаточно розігрують призові місця, а команди, які посіли три нижні місця (в тому числі одна «невдаха» з плей-оф), — грають за збереження місця у LCS з претендентами на потрапляння до ліги. Впродовж сезону League of Legends, LCS відбувається двічі — весною та влітку. Основне місце проведення — Кьольн, але деякі з турів відбуваються на масштабних ігрових заходах, або в інших країнах. Весняний LCS зазвичай має вплив на All-Star турнір, а літній — на світовий чемпіонат[187][188].
- Північна Америка — North America League Championship Series (NA LCS), проходить за повністю аналогічною європейському чемпіонату системою та часом[188][189].
- Південно-східна Азія — Garena Premier League (GPL), перша професійна League of Legends ліга в світі. Участь беруть 12 команд з п'яти країн/регіонів, що поділені на дві групи, ігри в яких проходять за круговою системою. У фінальній частині найкращі 4 команди з кожної групи розігрують звання чемпіона за системою плей-оф. Впродовж року грається кілька сезонів (2 або 3) GPL[190].
- Китай — LoL Pro League (LPL), відбувається за схожою на LCS системою, за рік грається два сезони, участь беруть 8 команд[191][192].
- Корея — OnGameNet (OGN), проводиться за класичною спортивною системою — 16 команд розподілені на 4 групи, в яких грають між собою по одній грі. Дві найкращі команди з кожної групи проходять у плей-оф, де і визначають переможця[193]. Чотири найкращі команд попереднього розіграшу отримують змогу грати у наступному сезоні чемпіонату, інші — визначаються у NiceGameTV League of Legends Battle (NLB) — свого роду відбірковому, але одночасно повноцінному чемпіонаті, який проходить у кілька етапів: золотому (претенденти і команди з додаткових чемпіонатів), платиновому (переможці золотого і команди, що зайняли 9-16 місця у попередньому OGN), діамантовому (переможці платинового і 5-8 команди OGN)[188][194].

В інших регіонах та на їх серверах також періодично проводяться турніри, а їх команди мають змогу потрапити на чемпіонат світу через додаткові вайлд-кард змагання. Так, наприклад, у 2013 році цим шансом скористалась литовська команда «GamingGear.eu», а у 2014 — турецька «Dark Passage».

## В Україні
Найвизначнішою подією історії розвитку League of Legends в Україні став турнір шостого сезону Intel Extreme Masters, який відбувся у «Київ Кіберспорт Арені» з 20 по 22 січня 2012 року. Участь у турнірі взяли 5 європейських та 3 американські команди. Перемогу здобула команда «Moscow Five», а представник України — команда «White Lotus» посіла останнє місце у відбірковій групі. Призовий фонд турніру становив 32000 доларів.
У 2013 році напівукраїнська команда «Instruments of Surrender» не змогла отримати вайлд-кард місце на чемпіонат світу третього сезону, поступившись у фіналі регіонального відбору литовській «GamingGear.eu».
В серпні 2013 року в Києві пройшла фінальна частина турніру «TECHLABS Cup UA» із призовим фондом у 12000 доларів, перемогу у якому здобула «GamingGear.eu».
У 2024 році у видавництві Лабораторія вийшов друком перший в історії роман, дія якого відбувається у всесвіті League of Legends в перекладі Єлизавети Болотової.